# James Glennon
James Glennon (Los Angeles, 29 de agosto de 1942 — Los Angeles, 19 de outubro de 2006) foi um diretor de fotografia norte-americano.